# Borša
Borša (Hongaars: Borsi) is een Slowaakse gemeente in de regio Košice, en maakt deel uit van het district Trebišov.
Borša telt 1.235 inwoners. In het dorp staat het Rákóczi kasteel. Hier werd in 1676 de laatste vorst van Transsylvanië, Ferenc Rákóczi II geboren. Hij was van 1704 tot 1711 de gekozen vorst van het vorstendom Transsylvanië. Hij stond in een lange familielijn, ook zijn overgrootvader, grootvader en vader waren periodes vorst van Transsylvanië.
Borsa was een volledig Hongaarstalig dorp, tegenwoordig is een kleine meerderheid Slowaaks en vormen de Hongaren een grote minderheid. (1214 inwoners, 644 Slowaken en 545 Hongaren)

## Geboren
- Frans II Rákóczi, 27 maart 1676. Hongaars aristocraat en leider van de Hongaarse opstand tegen de Habsburgers tussen 1703 en 1711.

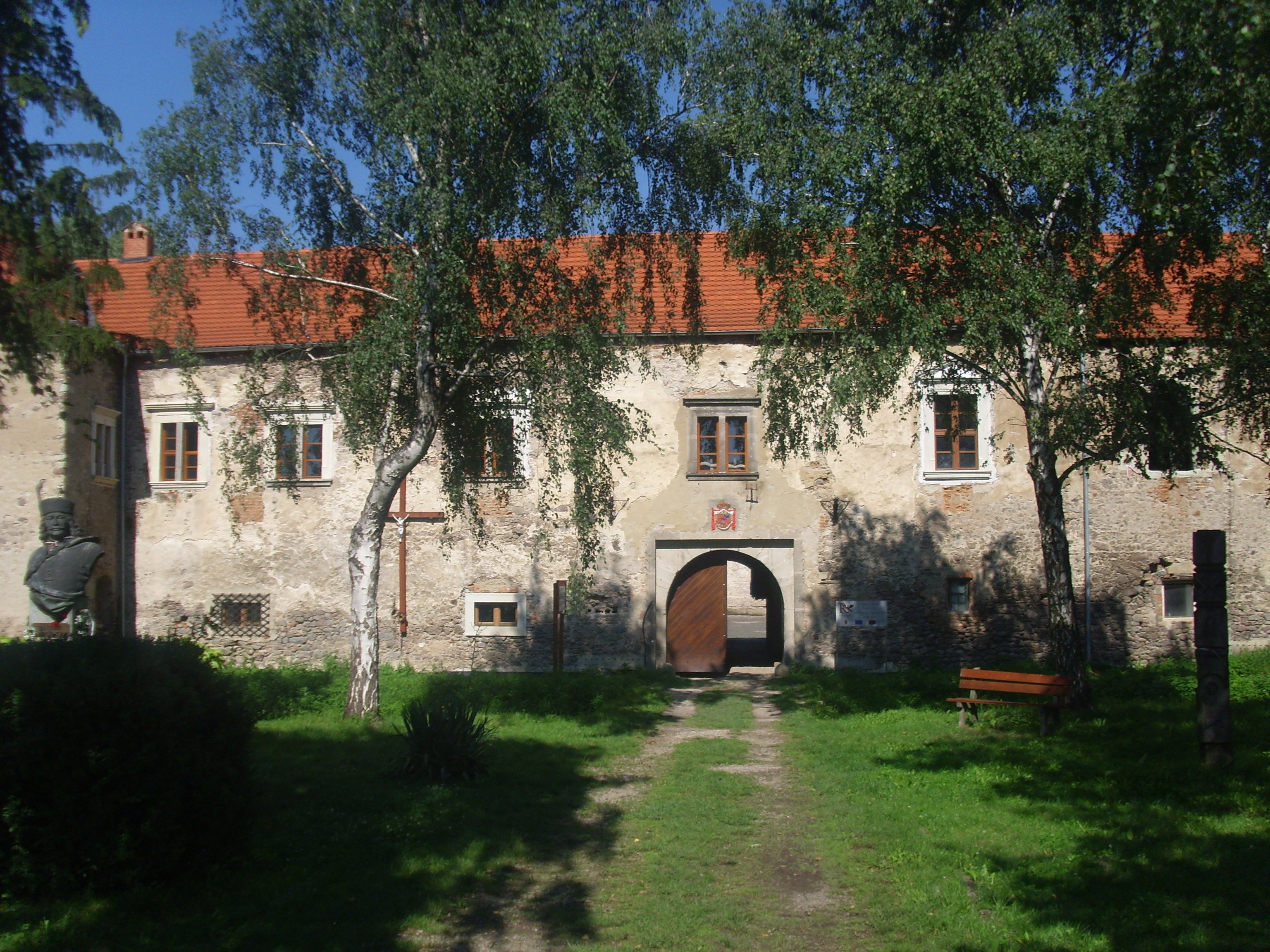
Borša